# Жук, Леонид Аркадьевич
Жук Леонид Аркадьевич (5 марта 1938, с. Хорошево Днепропетровской обл., СССР — 26 сентября 2012, г. Киев, Украина) — учёный, доктор экономических наук, профессор, академик Украинской экологической академии наук (1995), академик Академии социальных наук России (1997), полковник милиции.

## Биография
Родился 5 марта 1938 в с. Хорошево Днепропетровской области.
В 1965 году окончил Дальневосточный государственный университет по специальности «Правоведение».
С 1965 до 1967 г. работал ассистентом кафедры политэкономии Дальневосточного федерального университета (бывш. Дальневосточный государственный университет), затем — преподавателем Хабаровской высшей школы милиции МВД СССР.
С 1974 года и до 2012 года последовательно занимал должности старшего преподавателя, доцента, профессора Национальной академии внутренних дел Украины (бывш. Киевская высшая школа МВД СССР им. Ф. Э. Дзержинского)
Параллельно с 2001 по 2007 год занимал должность профессора кафедры хозяйственного права Европейского университета (Киев, Украина), с 2007 по 2012 — профессор кафедры хозяйственного права и процесса Национального авиационного университета (Киев, Украина).
В 1970 году присуждена учёная степень кандидата экономических наук, а в 1992 защищена диссертация по теме: «Социальные проблемы занятости осужденных» и присуждена ученая степень доктора наук.
С 1993 по 2000 — эксперт Высшей аттестационной комиссии Украины.
В 1998 присвоено учёное звание профессора экономики, финансов и кредита, а в 2007 году профессора хозяйственного права.
С 2009 по 2010 — советник Министра экономики Кабинета Министров Украины.
Подготовил 7 кандидатов юридических и экономических наук.
Имеет более 100 научных работ, среди которых 8 монографий, 8 учебников и учебных пособий, научные статьи, издания энциклопедического характера.
За весомый личный вклад в развитие отечественного образования и науки, подготовку высококвалифицированных специалистов, высокий профессионализм был отмечен рядом наград, в том числе благодарностью Кабинета министров Украины, премией имени Ярослава Мудрого.
Академик Украинской экологической академии наук (1995), Академии социальных наук России (1997).

## Награды и почетные звания
1. Медаль «50 лет Советской милиции» (1968)
2. Медаль «За доблестный труд» (1970)
3. Юбилейный почетный нагрудный знак «50-летие образования СССР» (1973)
4. Медаль «За безупречную службу» 3 степени (1975)
5. Медаль «За безупречную службу» 2 степени (1979)
6. Нагрудный знак «Отличник милиции» (1979)
7. Медаль «В память 1500-летия Киева» (1982)
8. Медаль «За безупречную службу» 1 степени (1984)
9. Медаль «Ветеран труда» (1984)
10. Медаль «Захиснику Вітчизни» (2001)
11. Юбилейный памятный знак «85 років КНУВС» (2007)
12. Нагрудный Знак Отличия «За содействие органам внутренних дел Украины» (2008)

## Направления научной деятельности
- Социологические исследования по использованию рабочего времени на предприятиях, среди работников органов внутренних дел; изучение занятости как социально-экономической категории; занятости осужденных в пенитенциарных учреждениях в условиях трансформации рыночной экономики. По этим проблемам защищены кандидатская и докторская диссертации и опубликованы три монографии.
- Хозяйственное право, хозяйственный процесс, международный коммерческий арбитраж, акционерное право, предпринимательство.

## Основные публикации
- Жук Л. А. Рабочее время и его использование при социализме. — Омск: Высшая школа МВД СССР, 1971.
- Жук Л. А. Рабочие кадры, их подготовка, планирование и использование на промышленных предприятиях. — Хабаровск: Хабаровский КНИИ ДС НЦ АН СССР, 1972.
- Жук Л. А. Социальные проблемы занятости осужденных. — Киев: Украинская академия внутренних дел, 1992.
- Жук Л. А. Бюджет рабочего времени и его использования в органах внутренних дел. — Киев: Украинская академия внутренних дел, 1993.
- Правовое и организационно-экономическое регулирование хозяйственной деятельности. Монография / Л. А. Жук, И. Л. Жук, Е. Н. Неживец: руководитель авторского коллектива доктор экономических наук, профессор, академик УЭАН Л. А. Жук. — К.: Кондор, 2002. — 318 с.
- Господарське право: Навч. посіб. / Л. А. Жук, І.Л. Жук, О. М. Неживець. — К.: Кондор, 2003. — 400 с. Рекомендовано МОНУ.
- Правові основи підприємницької діяльності: Навч. посіб. / Л. А. Жук, І.Л. Жук, О. М. Неживець: Наук. керівник Л. А. Жук. — К.: Вид-во Європ. ун-ту, 2004. — 292 с.
- Господарське законодавство України: Навч. посіб / Л. А. Жук, І.Л. Жук, О. М. Неживець, ЮВ. Бєлік та ін../ Керівник авторського колективу д-р екон. наук, проф., академік УЕАН Л. А. Жук. — К.: Кондор, 2007. — 718 с.
- Господарське право: Підручник/ Жук Л. А., Жук І.Л., Неживець О. М./ Керівник авторського колективу доктор екон. наук, проф., академік УЕАН Жук Л. А. — К.: Кондор, 2009. — 434 с.
- Фінансове право: навч. посіб./ За заг. Ред.. Д. М. Павлова, О. А. Кузьменка, А. Г. Чубенка. — К.: КНТ, 2009. — 520 с.
- Праця засуджених в місцях позбавлення волі. Монографія / І.Л. Жук, Л. А. Жук, О. М. Неживець.- К.: Кондор, 2009. — 226 с.
- Ресоціалізація засуджених та осіб, звільнених з місць позбавлення волі. Монография / Л. А. Жук, О. М. Неживець, І.Л. Жук — К.: Кондор, 2009. — 222 с.
- Основи господарського права. За кредитно-модульною системою: Навчальний посібник. За заг. ред. доктора екон. наук, проф. Жука Л. А. / Корчак Н. М., Жук Л. А., Жук І.Л., Неживець О. М., Грибенюкова Г. В., Козирєва В.П., Сопілко І.М., Тараненко Ю. О., Тимкович І.І., Великанова М. М. — К.: Кондор, 2012. — 488 с.